# 크루 (사회 집단)

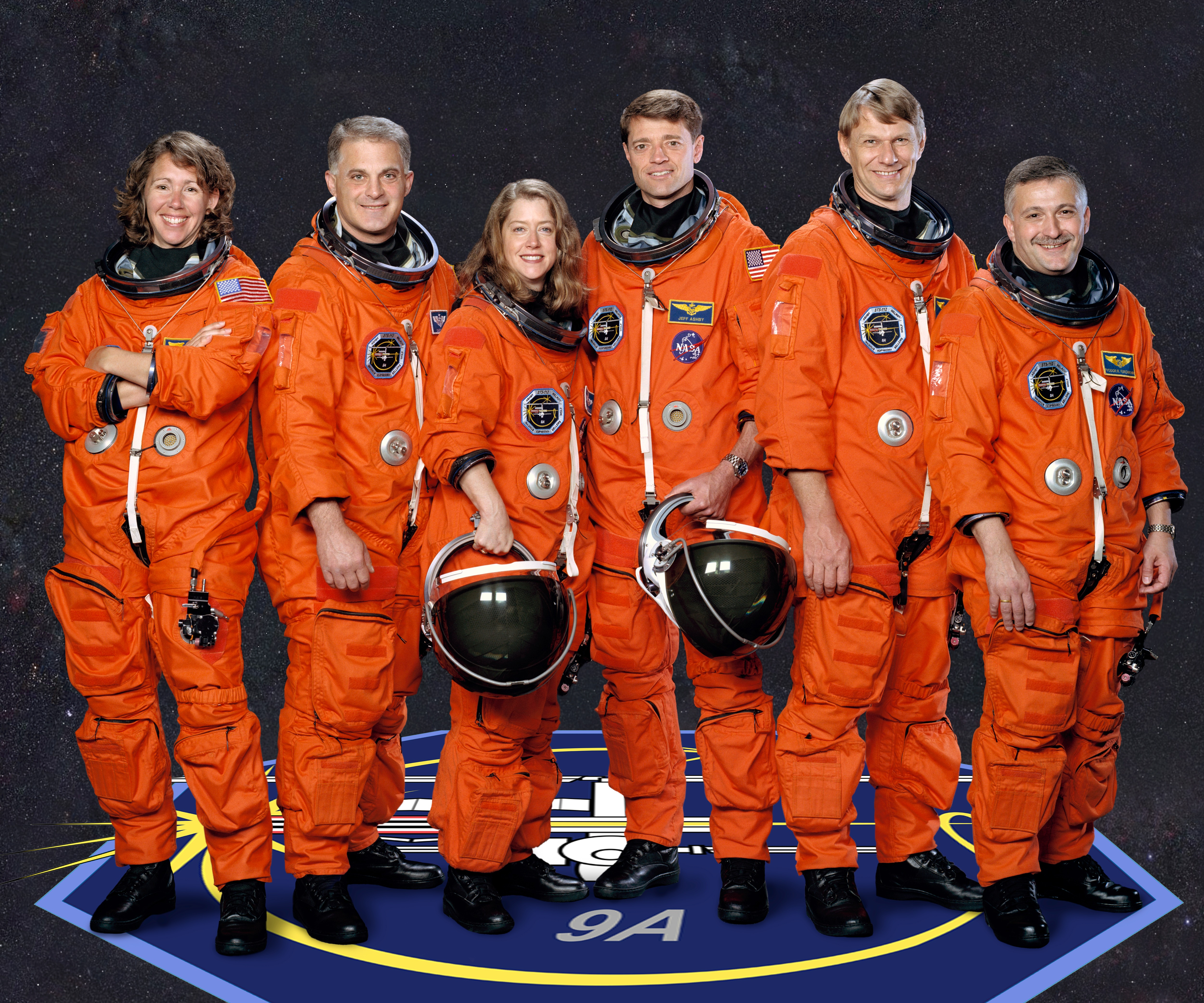
우주선 (우주왕복선 애틀랜티스 우주왕복선, STS-112, 2002)의 크루

크루(crew)는 일반적으로 구조화되거나 계층적인 조직에서 공통된 활동을 하는 사람들의 집단 또는 그룹이다. 크루가 일하는 장소를 크루야드(crewyard) 또는 워크야드(workyard)라고 부른다. 이 단어는 해상과 관련된 의미를 가지고 있다. 선박, 특히 범선을 운항하는 데 관련된 업무는 선박 크루 내에서 수많은 전문 분야를 제공하며, 종종 지휘 계통으로 조직된다. 전통적인 해상 용어는 장교와 크루를 엄격히 구분하지만, 두 그룹이 합쳐져 선원단을 구성한다. 크루 구성원은 종종 크루메이트, 승무원 또는 크루 멤버로 불린다.
크루는 또한 조정 스포츠를 의미하기도 한다. 조정에서는 팀들이 경주용 셸에서 경쟁적으로 노를 젓는다.

## 종류
- 특정 스포츠 용법에 대해서는 조정 크루를 참조.
- 영화 제작 용법에 대해서는 영화 제작진을 참조.
- 라이브 음악 용법에 대해서는 로드 크루를 참조.
- 인간의 판단 및 의사 결정 연구에서 유사한 개체에 대해서는 팀 및 심판-조언자 시스템을 참조.
- 무대 기술 용법에 대해서는 무대 크루를 참조.
- 비디오 제작 용법에 대해서는 텔레비전 크루를 참조.
- 항공 및 항공사 산업의 크루에 대해서는 지상 크루 및 항공 크루를 참조.
- 유인 우주 비행의 크루에 대해서는 우주비행사를 참조.
- 전차 크루
- 보트 크루